# 厦门广播电视集团
厦门广播电视集团（简称厦门广电或厦广电），于2004年6月28日整合了原厦门电视台、厦门人民广播电台等单位，为中華人民共和國福建省厦门市公营的广播电视集团公司，是副厅级单位。

## 历史与发展
2004年6月28日，厦门电视台、厦门人民广播电台等单位整合為廈門廣播電視集團。
2009年7月，廈門廣播電視節目有限公司、北京世紀春天影視文化傳媒有限公司與民間全民電視公司簽約合作拍攝的電視劇《神醫大道公》（原名《保生大帝》）開拍。
2009年9月，廈門廣播電視節目有限公司與中國電視公司在2009台北電視節簽訂合作新戲意向書，合作拍攝電視劇《今生不了情》。
2017年9月19日，廈門廣播電視集團电视频道正式全台高清化播出。
2024年4月8日零时起，厦门广播电视集团各电视频道更换新台标，以2023年推出的厦门白鹭城市形象徽标为新的台标。

## 旗下频道

### 电视频道
1975年，厦门电视转播台筹建，转播福建电视台节目。1976年10月，经福建省广播事业局和中共厦门市委宣传部协商，厦门电视转播台移交厦门人民广播电台管理。1977年，厦门电视转播台扩建，开始筹备自办节目。1978年9月11日，中共福建省委机构编制委员会办公室正式批准成立厦门电视台。1978年10月12日，厦门电视台开播，经中央广播事业局批准使用第4频道（76～84兆赫）、功率1000瓦转播福建电视台节目。1978年底，厦门电视台从厦门人民广播电台分离出来，独立建制。1988年10月，厦门电视台购置一部第14频道10千瓦发射机转播福建电视台节目，第4频道成为自办节目专用频道，结束了转播节目与自办节目共用一个频道的历史。1983年1月1日厦门电视台迁入厦门市虎园路9号电视楼（现仍在使用）办公，2000年左右迁入厦门市湖滨北路123号广电大楼办公。现有5个电视频道。

#### 现有频道
| 頻道名稱            | 语言                             | 广播格式                    | 啟播時間                                             | 頻道口號 | 频道前身                                                                        | 備註                                                                       | 備註 |
| 厦门卫视            | 普通話、閩南語廈門話             | SD: PAL 576i 16:9 HD: 1080i | 标清版：2005年2月1日 高标清16:9同播：2015年3月30日   |          | 厦门海峡卫视                                                                    | 中国大陆地区首个以闽台文化为特色的卫星电视频道                             |      |
| XMTV-1 综合频道     | 普通話                           | SD: PAL 576i 16:9 HD: 1080i | 标清版：1978年10月12日 高标清16:9同播：2017年9月20日 |          | 厦门电视台（主频） 厦门电视台新闻综合频道                                       | 厦门市首个无线电视频道，以时政新闻、新闻评论、专题节目为主的综合性电视频道 |      |
| XMTV-2 海峡频道     | 普通話、閩南語廈門話（少数情况） | SD: PAL 576i 16:9 HD: 1080i | 标清版：1993年11月28日 高标清16:9同播：2017年9月20日 |          | 厦门电视台纪实频道                                                              | 以社会和民生新闻报道、纪录片、生活服务节目为主的综合性电视频道             |      |
| XMTV-3 影视频道     | 普通話                           | SD: PAL 576i 16:9 HD: 1080i | 标清版：1993年9月30日 高标清16:9同播：2017年9月20日  |          | 厦门有线电视台 厦门有线电视台综合频道 厦门电视台生活频道 厦门电视台少儿生活频道 | 厦门市首个有线电视频道，以电视剧、电影欣赏、娱乐节目为主的电视频道         |      |
| XMTV-6 移动电视频道 | 普通話                           | SD: PAL 576i 16:9           | 2006年10月1日                                        |          |                                                                                 | 主要在户外播出的电视频道                                                   |      |

#### 停播频道
| 頻道名稱              | 语言   | 广播格式                    | 啟播時間                                           | 頻道口號 | 频道前身                                      | 備註 | 備註 |
| XMTV-4 （旧）影视频道 | 普通話 | SD: PAL 576i 16:9 HD: 1080i | 标清版：1994年8月9日 高标清16:9同播：2017年9月20日 |          | 厦门有线电视台电影频道 厦门有线电视台影视频道 | 2020年9月22日凌晨1时30分并入厦视三套，同时厦视三套由少儿生活频道更名为影视频道                                |      |
| 全心购物频道          | 普通話 | SD: PAL 576i 16:9           | 2008年1月10日                                      |          | 厦门电视台新闻信息频道（数字电视频道）        | 原新闻信息频道于2009年上半年停播，7月1日原频率试播全心购物频道，8月7日全心购物频道正式开播，2021年10月4日停播 |      |
| 生活服务频道          | 普通話 | SD: PAL 576i 4:3            | 2008年1月10日                                      |          |                                               | 数字电视频道，2009年上半年停播                                                                                |      |
| 收视指南频道          | 普通話 | SD: PAL 576i 16:9           | 2006年                                             |          | 收视指南导视频道                              | 实际上属厦门广播电视网络有限公司（今福建广电网络集团厦门分公司），2017年年底停播                              |      |
| 收视服务频道          | 普通話 | SD: PAL 576i 16:9           | 2006年                                             |          | 收视指南服务频道                              | 实际上属厦门广播电视网络有限公司（今福建广电网络集团厦门分公司），2014年年中停播，原频谱改播福建导视频道      |      |

### 广播频率
1949年12月25日，厦门人民广播电台开播，当时主要负责经济建设和海防前线对敌斗争等报道任务，现有5个广播频率，部分频率在台湾也可以收听。
| 頻道名稱     | 语言           | 频道频率       | 啟播時間       | 频道前身                                          | 備註                                                                               |
| 综合广播     | 普通話、厦门话 | FM99.6 AM1107  | 1949年12月25日 | 厦门人民广播电台（主频） 厦门人民广播电台新闻广播 | 厦门市首个广播频率，以新闻为主的综合广播频率                                       |
| 音乐广播     | 普通話、厦门话 | FM90.9         | 1987年10月1日  | 厦门人民广播电台调频立体声广播                    | 1993年11月28日更为现名，福建省首个全天24小时播音的广播频率，主要提供音乐、娱乐节目 |
| 经济交通广播 | 普通話、厦门话 | FM107.0 AM1278 | 1994年12月25日 | 厦门人民广播电台经济广播                          | 主要为驾车人士服务的广播频率，提供路况播报、生活服务及经济资讯类节目               |
| 闽南之声广播 | 普通話、厦门话 | FM101.2 AM801  | 2005年2月1日   |                                                   | 闽南语综合广播频率                                                                 |
| 旅游广播     | 普通話、厦门话 | FM94.0 AM1008  | 2009年1月1日   |                                                   | 主要为游客服务的广播频率，提供旅游宣传节目                                         |